# Ferrocarril de El Valle
La línea Trasona-Aboño, también conocida como el ferrocarril de El Valle, es una línea ferroviaria de la red ferroviaria interna de ArcelorMittal Asturias. Discurre principalmente por el concejo de Carreño, entre las poblaciones de Trasona, Aboño y Fresno. 
Fue construida originalmente para crear una conexión entre la factoría de ENSIDESA en Avilés y el Puerto de El Musel, y actualmente también sirve como conexión entre las dos factorías de ArcelorMittal Asturias. La línea es hoy en día propiedad de ArcelorMittal. 

## Historia
La red ferroviaria interna de ENSIDESA se estableció conjuntamente con la factoría y se puso en servicio en 1953. En 1966 se iniciaron las obras de la línea Trasona-Aboño, usando en parte la infraestructura ferroviaria de la Junta de Obras del puerto de El Musel y el trazado existente de acceso a la cantera de Tamón, propiedad de ENSIDESA. En 1972 se inician las obras de un ramal a la línea León-Gijón, para conectar con la factoría de Veriña.
En 1997 entró en servicio el túnel del Monte Areo, permitiendo circulaciones entre ambas factorías sin usar la red de RENFE. En el 2005 se acordó el desdoblamiento del túnel de Tabaza. El túnel se completó en el 2008, pero se paralizaron las obras y no se llegó a instalar la vía hasta la reanudación de las obras en el 2010.

## Características
La línea tiene una longitud de aproximadamente 16 kilómetros, y es de ancho ibérico sin electrificar. Desde la red interna correspondiente a la factoría de Avilés parte a través de los túneles de Tabaza. A continuación discurre a cielo abierto por el valle de Guimarán hasta separarse en dos ramales, uno que accede a Veriña, Aboño y al puerto de El Musel y otro que accede, a través del túnel del Monte Areo, directamente a la factoría de Veriña. Cuenta con una rampa característica máxima de unos 1.2% en ambos sentidos.
Está equipada con Control de Tráfico Centralizado desde el puesto de mando de ArcelorMittal en Trasona. Tiene conexiones con la Red Ferroviaria de Interés General en sus extremos, estando conectada con la línea Villabona-San Juan (144) en Trasona, con la línea Venta de Baños-Gijón (140) en Veriña y con la línea Serín-Aboño (150) en Aboño.
Discurre en su parte central en paralelo al trazado original del Ferrocarril Estratégico de Ferrol a Gijón, en su sección entre Avilés y Gijón que nunca se llegó a completar al optar por usar la infraestructura existente del Ferrocarril de Carreño. Este trazado actualmente está habilitado como vía verde.

## Uso

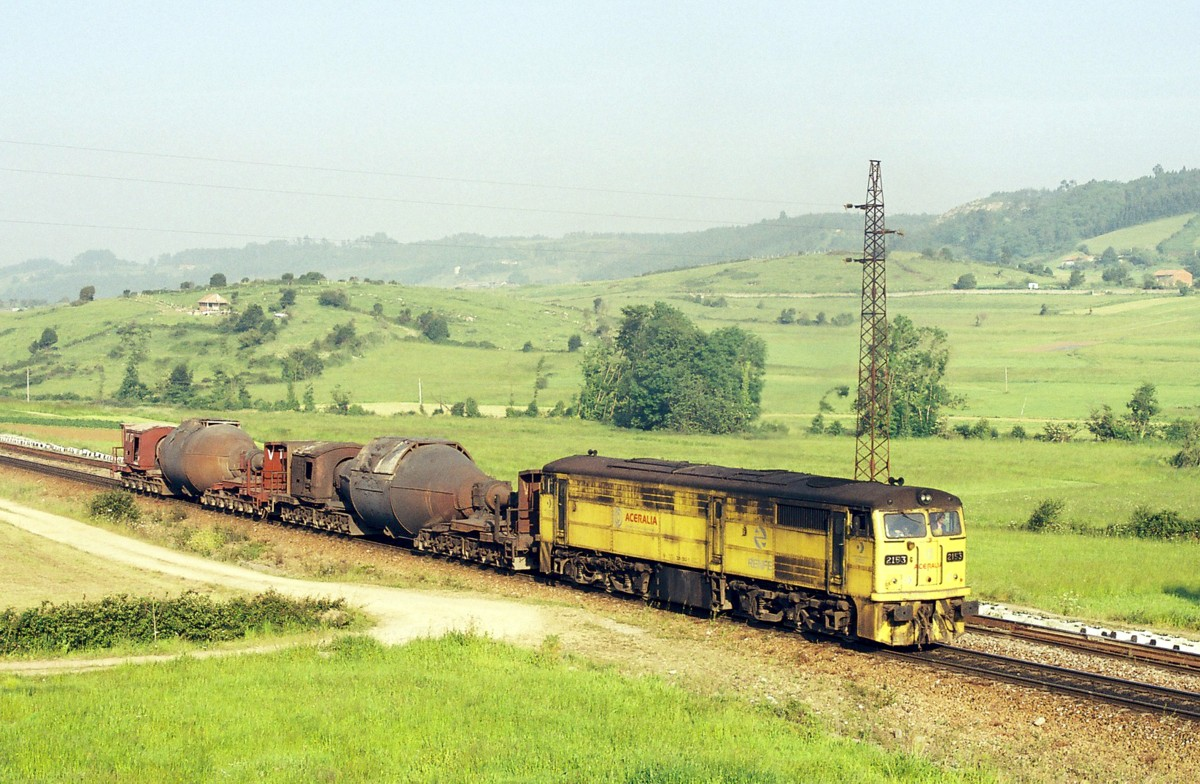
Locomotora arrastrando dos vagones «torpedo» de Aceralia por la línea de El Valle.

Sirve como conexión de la factoría de ArcelorMittal en Avilés con el puerto de Gijón y la factoría de Veriña. Destaca su uso para el transporte de arrabio a 1500 °C mediante vagones «torpedo» entre los altos hornos ubicados en Veriña y la acería ubicada en Avilés. Estos servicios se inauguraron el 9 de junio de 1972, originalmente con carácter temporal. Debido al peso extraordinario de los vagones fue necesario reforzar la vía y un viaducto.
En el año 2015, hubo 30.284 circulaciones ferroviarias entre ambas factorías.